# Lenguas tahíticas
Las lenguas tahíticas son un grupo de lenguas que forma parte de la familia lingüística austronesia. Son habladas en algunas islas de Polinesia Francesa, islas Cook y Nueva Zelanda. De acuerdo con Ethnologue, este grupo está constituido por siete lenguas, incluyendo al maorí y al tahitiano.
Los hablantes de las lenguas tahíticas suman alrededor de 200 000 personas, de los cuales más de la mitad son hablantes de tahitiano, la principal de las lenguas que se usan en las islas de la Sociedad. La siguiente lengua en importancia es el maorí, lengua oficial de Nueva Zelanda, que tiene 60 000 hablantes. El tahitiano es regulado por la Academia Tahitiana (Fare Vana'a).

## Lenguas
- Tahitiano
- Tuamotu
- Maorí
- Rarotongano
- Penrhyn
- Rakahanga
- Australés